# Amplitude thermique
L’amplitude thermique est l'écart entre la température minimale et maximale en un même lieu pendant une durée de temps déterminée. Cette période peut être quotidienne, mensuelle, saisonnière ou annuelle. Plusieurs facteurs influencent l'amplitude thermique du climat d'une région : l'ensoleillement, la couverture nuageuse, l'humidité moyenne, le relief, la proximité de la mer et la durée relative des jours et des nuits.

## Types
Selon la période couverte, il est question de :
- L’amplitude annuelle absolue de température pour la différence entre la température la plus élevée et la plus basse au cours d'une année déterminée à une station météorologique[2].
- L’amplitude annuelle moyenne de température pour la différence entre la température moyenne du mois le plus chaud et celle du mois le plus froid de l'année à une station météorologique[3].
- L’amplitude quotidienne de température pour la différence de la température au cours d'un intervalle continu de temps de 24 heures à une station météorologique[4].

## Influences sur l'amplitude thermique
Les grandes amplitudes thermiques annuelles sont caractéristiques des climats continentaux, où l'océan ne régule pas (ou peu) la variation saisonnière d'énergie apportée par le soleil (la régulation se faisant grâce à l'inertie thermique de l'eau). Inversement, l'amplitude thermique aura tendance à être faible près de l'océan et de l'équateur (énergie solaire constante). Par exemple, l'amplitude thermique annuelle de Singapour est généralement inférieure à 10 °C.
Les facteurs propices à une grande amplitude journalière sont notamment le relief (nuits très froides à cause de phénomènes d'inversion), l'hygrométrie (un climat sec régulera moins la température), la latitude (plus on est près de l'équateur, plus la variation d'énergie apportée par le soleil est grande entre le jour et la nuit). Le vent (qui peut rapidement remplacer une masse d'air froid par une masse d'air chaud, ou inversement), peut également jouer un rôle. Le climat maritime (humide) a une amplitude journalière plus ou moins égale à 10 °C alors que celui continental peut être de plusieurs dizaines de degrés.

## Records
Le record mondial d'amplitude thermique absolue annuelle est de 104,4 °C, mesuré à Verkhoïansk, en Sibérie orientale (avec un minimum de −67,7 °C en hiver et un maximum de +36,7 °C en été). 
Le record d'amplitude en une journée est de 55,50 °C (de 6,70 °C à −48,8 °C) à Browning (Montana) aux États-Unis du 23 au 24 janvier 1916,. Certains endroits du globe cumulent des influences quotidiennes et annuelles qui donnent des amplitudes thermiques journalières couramment de plus de 25 °C, comme Kaboul, en Afghanistan. En France, le record d'amplitude thermique journalière selon Météo-France est de 37,8 °C (de −36,7 °C le matin à 1,1 °C l'après-midi) mesuré le 13 janvier 1968 à Mouthe, dans le département du Doubs.
Le changement le plus rapide de température est de 27 °C en 2 minutes, mesuré à Spearfish, Dakota du Sud aux États-Unis, le 22 janvier 1943 (−20 °C à +7 °C) lors d'un Chinook aux pieds des Black Hills.

## Valeurs typiques en France

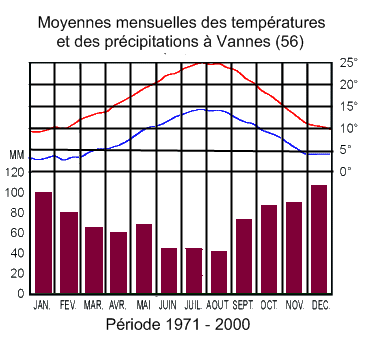
Diagramme climatique de Vannes montrant l'amplitude thermique moyenne par la différence des lignes bleues (minima de température) et rouges (maxima de température) quotidiennes

| Ville     | Minimales | Maximales | Amplitude |
| --------- | --------- | --------- | --------- |
| Brest     | 8,3       | 14,8      | 6,5       |
| Paris     | 8,9       | 16,0      | 7,1       |
| Metz      | 6,4       | 15,0      | 8,6       |
| Agen      | 8,4       | 18,5      | 10,1      |
| Lyon      | 8,1       | 16,9      | 8,8       |
| Marseille | 10,8      | 20,2      | 9,4       |
| Angers    | 7,9       | 16,6      | 8,7       |